# Gioacchino Egon di Fürstenberg
Gioacchino Egon di Fürstenberg (nome completo in italiano Gioacchino Egon Massimiliano Federico Leone Giuseppe Maria Umberto; Sýkořice, 28 giugno 1923 – Donaueschingen, 9 luglio 2002) è stato un principe e militare tedesco.

## Biografia
Gioacchino Egon era figlio di Maximilian Egon di Fürstenberg (1896–1959) e della contessa Wilhelmine von Schönburg-Glauchau (1902–1964). Suo padre era a sua volta figlio secondogenito del principe Massimiliano Egon II di Fürstenberg, il che lo rendeva cugino della linea primigenia della casata. Dopo aver trascorso la prima infanzia al castello di Grund e al palazzo Fürstenberg a Praga, si trasferì con la famiglia a Donaueschingen, antica residenza dei suoi antenati.
Gioacchino Egon frequentò quindi la Schule Schloss Salem, il ginnasio Fürstenberg a Donaueschingen, il collegio dei gesuiti a St. Blasien nella Foresta Nera e quindi la scuola commerciale a Friburgo in Brisgovia, dove si diplomò nel 1941. Il 20 giugno 1941 fece domanda di adesione al partito nazista e fu accettato il 1° settembre dello stesso anno (numero di tessera 8.631.900) dove già militavano suo padre e suo nonno Venne quindi arruolato nella Wehrmacht e prestò servizio sul fronte orientale, raggiungendo il grado di tenente a fine conflitto.
Fatto prigioniero dai francesi, tornò in Germania dopo la seconda guerra mondiale, dedicandosi all'amministrazione dei beni della propria famiglia, vivendo ad ogni modo lontano dalla vita mondana nel castello di Hohenlupfen. Dal momento che suo zio, il principe Carlo Egon V di Fürstenberg era morto senza eredi, nel 1973 gli succedette come nuovo capo della casata dei Fürstenberg.
Negli anni '80 del Novecento, Gioacchino Egon si rese responsabile della dispersione del patrimonio artistico e fondiario della sua famiglia, vendendo a lotti ciò che per generazioni i suoi antenati avevano gelosamente conservato. Tale azione divenne necessaria per compensare le perdite economiche subite dalle aziende di famiglia a seguito della seconda guerra mondiale e per sostenere il suo stile di vita lussuoso.
Dall'inizio degli anni '90 passò gradualmente le aziende di famiglie a suo figlio primogenito Enrico. Fu inoltre membro del senato accademico dell'Università di Colonia.
Gioacchino Egon morì nel luglio del 2002 a 79 anni di età nel palazzo di Donaueschingen.

## Ascendenza
|                                           |                                 |                                                      | Genitori                                                  |  |  | Nonni |  |  | Bisnonni                              |  |  | Trisnonni                        |  |
|                                           |                                 |                                                      |                                                           |  |  |       |  |  | 8. Massimiliano Egon I di Fürstenberg |  |  | 16. Carlo Egon II di Fürstenberg |  |
|                                           |                                 |                                                      |                                                           |  |  |       |  |  | 8. Massimiliano Egon I di Fürstenberg |  |  | 16. Carlo Egon II di Fürstenberg |  |
|                                           |                                 | 17. Amalia di Baden                                  |                                                           |  |  |       |  |  | 8. Massimiliano Egon I di Fürstenberg |  |  |                                  |  |
| 4. Massimiliano Egon II di Fürstenberg    |                                 |                                                      |                                                           |  |  |       |  |  | 8. Massimiliano Egon I di Fürstenberg |  |  |                                  |  |
|                                           |                                 | 9. Leontine von Khevenhüller-Metsch                  | 18. Richard Maria von Khevenhüller-Metsch                 |  |  |       |  |  |                                       |  |  |                                  |  |
|                                           |                                 | 9. Leontine von Khevenhüller-Metsch                  | 18. Richard Maria von Khevenhüller-Metsch                 |  |  |       |  |  |                                       |  |  |                                  |  |
|                                           |                                 | 9. Leontine von Khevenhüller-Metsch                  | 19. Antonia Lichnowsky                                    |  |  |       |  |  |                                       |  |  |                                  |  |
| 2. Massimiliano Egon di Fürstenberg       |                                 | 9. Leontine von Khevenhüller-Metsch                  |                                                           |  |  |       |  |  |                                       |  |  |                                  |  |
|                                           |                                 | 10. Erwin von Schönborn-Buchheim                     | 20. Karl Eduard von Schönborn-Buchheim                    |  |  |       |  |  |                                       |  |  |                                  |  |
|                                           |                                 | 10. Erwin von Schönborn-Buchheim                     | 20. Karl Eduard von Schönborn-Buchheim                    |  |  |       |  |  |                                       |  |  |                                  |  |
|                                           |                                 | 10. Erwin von Schönborn-Buchheim                     | 21. Maria Anna Antonia Bolza                              |  |  |       |  |  |                                       |  |  |                                  |  |
| 5. Irma von Schönborn-Buchheim            |                                 | 10. Erwin von Schönborn-Buchheim                     |                                                           |  |  |       |  |  |                                       |  |  |                                  |  |
|                                           |                                 | 11. Franziska von und zu Trauttmansdorff-Weinsberg   | 22. Ferdinand von und zu Trauttmansdorff-Weinsberg        |  |  |       |  |  |                                       |  |  |                                  |  |
|                                           |                                 | 11. Franziska von und zu Trauttmansdorff-Weinsberg   | 22. Ferdinand von und zu Trauttmansdorff-Weinsberg        |  |  |       |  |  |                                       |  |  |                                  |  |
|                                           |                                 | 11. Franziska von und zu Trauttmansdorff-Weinsberg   | 23. Anna di Liechtenstein                                 |  |  |       |  |  |                                       |  |  |                                  |  |
| 1. Gioacchino Egon di Fürstenberg         |                                 | 11. Franziska von und zu Trauttmansdorff-Weinsberg   |                                                           |  |  |       |  |  |                                       |  |  |                                  |  |
|                                           | 12. Karl von Schönburg-Glauchau | 24. Karl Heinrich Alban von Schönburg-Forderglauchau |                                                           |  |  |       |  |  |                                       |  |  |                                  |  |
|                                           | 12. Karl von Schönburg-Glauchau | 24. Karl Heinrich Alban von Schönburg-Forderglauchau |                                                           |  |  |       |  |  |                                       |  |  |                                  |  |
|                                           | 12. Karl von Schönburg-Glauchau | 25. Amalie von Jenison-Walworth                      |                                                           |  |  |       |  |  |                                       |  |  |                                  |  |
| 6. Joachim von Schönburg-Glauchau         | 12. Karl von Schönburg-Glauchau |                                                      |                                                           |  |  |       |  |  |                                       |  |  |                                  |  |
|                                           |                                 | 13. Adelheid von Rechteren-Limpurg-Speckfeld         | 26. Friedrich Ludwig von Rechteren-Limpurg-Speckfeld      |  |  |       |  |  |                                       |  |  |                                  |  |
|                                           |                                 | 13. Adelheid von Rechteren-Limpurg-Speckfeld         | 26. Friedrich Ludwig von Rechteren-Limpurg-Speckfeld      |  |  |       |  |  |                                       |  |  |                                  |  |
|                                           |                                 | 13. Adelheid von Rechteren-Limpurg-Speckfeld         | 27. Luitgarde Louise Charlotte Sophie zu Erbach-Fürstenau |  |  |       |  |  |                                       |  |  |                                  |  |
| 3. Wilhelmine von Schönburg-Glauchau      |                                 | 13. Adelheid von Rechteren-Limpurg-Speckfeld         |                                                           |  |  |       |  |  |                                       |  |  |                                  |  |
|                                           |                                 | 14. Boguslaw Chotek von Chotkowa und Wognin          | 28.                                                       |  |  |       |  |  |                                       |  |  |                                  |  |
|                                           |                                 | 14. Boguslaw Chotek von Chotkowa und Wognin          | 28.                                                       |  |  |       |  |  |                                       |  |  |                                  |  |
|                                           |                                 | 14. Boguslaw Chotek von Chotkowa und Wognin          | 29.                                                       |  |  |       |  |  |                                       |  |  |                                  |  |
| 7. Oktavia Chotek von Chotkowa und Wognin |                                 | 14. Boguslaw Chotek von Chotkowa und Wognin          |                                                           |  |  |       |  |  |                                       |  |  |                                  |  |
|                                           |                                 | 15. Wilhelmine Kinsky zu Wchinitz und Tettau         | 30. Friedrich Karl Kinsky von Wchinitz und Tettau         |  |  |       |  |  |                                       |  |  |                                  |  |
|                                           |                                 | 15. Wilhelmine Kinsky zu Wchinitz und Tettau         | 30. Friedrich Karl Kinsky von Wchinitz und Tettau         |  |  |       |  |  |                                       |  |  |                                  |  |
|                                           |                                 | 15. Wilhelmine Kinsky zu Wchinitz und Tettau         | 31. Sophie von Mensdorff-Pouilly                          |  |  |       |  |  |                                       |  |  |                                  |  |
|                                           |                                 | 15. Wilhelmine Kinsky zu Wchinitz und Tettau         |                                                           |  |  |       |  |  |                                       |  |  |                                  |  |